# Circoscrizione Sardegna (Camera dei deputati)
La circoscrizione Sardegna è una circoscrizione elettorale italiana per l'elezione della Camera dei deputati.

## Storia e territorio
La circoscrizione venne istituita dalla legge Mattarella (legge 4 agosto 1993, n. 277) e sostituiva la precedente circoscrizione Cagliari-Sassari-Nuoro-Oristano (o collegio di Cagliari) in vigore per tutte le elezioni politiche in Italia dal 1948 al 1992. Fu confermata nelle successive legge Calderoli (legge 21 dicembre 2005, n. 270) e legge Rosato (legge 3 novembre 2017, n. 165).
Il territorio della circoscrizione coincide all'intera regione Sardegna.

## Dal 1993 al 2005
Con la legge Mattarella alla circoscrizione spettavano 18 seggi, di cui 14 eletti con collegi uninominali a turno unico e 4 eletti con sistema proporzionale.
L'attribuzione dei primi 14 seggi avveniva in base a un sistema maggioritario a turno unico plurality: veniva eletto parlamentare il candidato che avesse riportato la maggioranza relativa dei suffragi nel collegio. I rimanenti 4 seggi erano invece assegnati con un metodo proporzionale. Pertanto l'elettore godeva di una scheda elettorale separata per l'attribuzione dei seggi residui, a cui accedevano solo i partiti che avessero superato la soglia di sbarramento nazionale del 4%. Il calcolo dei seggi spettanti a ciascuna lista veniva effettuata nel collegio unico nazionale mediante il metodo Hare dei quozienti naturali e dei più alti resti; tali seggi venivano poi ripartiti, in ragione delle percentuali delle singole liste a livello locale, fra le 26 circoscrizioni plurinominali in cui era suddiviso il territorio nazionale, e all'interno delle quali i singoli candidati - che potevano corrispondere a quelli presentatisi nei collegi uninominali - venivano proposti in un sistema di liste bloccate senza possibilità di preferenze. Il meccanismo era però integrato dal metodo dello scorporo, volto a dar compensazione ai partiti minori fortemente danneggiati dall'uninominale: successivamente alla determinazione della soglia di sbarramento, ma antecedentemente al riparto dei seggi, alle singole liste venivano decurtati tanti voti quanti ne erano serviti a far eleggere i vincitori nell'uninominale - cioè i voti del secondo classificato più uno - i quali erano obbligati a collegarsi a una lista circoscrizionale.

### Collegi uninominali
| Mappa | Collegio                | Comuni |
| ----- | ----------------------- | --- |
|       | 1. Sassari              | - Sassari - Stintino |
|       | 2. Alghero              | - Alghero - Anela - Banari - Bessude - Bonnanaro - Bono - Bonorva - Borutta - Bottidda - Burgos - Cargeghe - Cheremule - Codrongianos - Cossoine - Esporlatu - Florinas - Giave - Illorai - Ittiri - Mara - Monteleone Rocca Doria - Muros - Olmedo - Ossi - Padria - Ploaghe - Pozzomaggiore - Putifigari - Romana - Semestene - Siligo - Thiesi - Tissi - Torralba - Uri - Usini - Villanova Monteleone |
|       | 3. Porto Torres         | - Alà dei Sardi - Ardara - Benetutti - Berchidda - Buddusò - Bultei - Bulzi - Castelsardo - Chiaramonti - Erula - Ittireddu - Laerru - Martis - Monti - Mores - Nughedu San Nicolò - Nule - Nulvi - Oschiri - Osilo - Ozieri - Padru - Pattada - Perfugas - Porto Torres - Santa Maria Coghinas - Sedini - Sennori - Sorso - Tergu - Tula - Valledoria |
|       | 4. Olbia                | - Aggius - Aglientu - Arzachena - Badesi - Bortigiadas - Calangianus - Golfo Aranci - La Maddalena - Loiri Porto San Paolo - Luogosanto - Luras - Olbia - Palau - Santa Teresa Gallura - Sant'Antonio di Gallura - Telti - Tempio Pausania - Trinità d'Agultu e Vignola - Viddalba |
|       | 5. Nuoro                | - Bitti - Budoni - Dorgali - Fonni - Galtellì - Irgoli - Loculi - Lodè - Lodine - Lula - Mamoiada - Nuoro - Oliena - Onanì - Onifai - Orgosolo - Orosei - Orune - Osidda - Posada - San Teodoro - Siniscola - Torpè |
|       | 6. Tortolì              | - Aritzo - Arzana - Atzara - Austis - Bari Sardo - Baunei - Belvì - Cardedu - Desulo - Elini - Escalaplano - Escolca - Esterzili - Gadoni - Gairo - Genoni - Gergei - Girasole - Ilbono - Isili - Jerzu - Laconi - Lanusei - Loceri - Lotzorai - Meana Sardo - Nuragus - Nurallao - Nurri - Orroli - Ortueri - Osini - Ovodda - Perdasdefogu - Sadali - Serri - Seui - Seulo - Sorgono - Talana - Tertenia - Teti - Tiana - Tonara - Tortolì - Triei - Ulassai - Urzulei - Ussassai - Villagrande Strisaili - Villanova Tulo |
|       | 7. Macomer              | - Abbasanta - Aidomaggiore - Allai - Ardauli - Bauladu - Bidonì - Birori - Bolotana - Bonarcado - Boroneddu - Borore - Bortigali - Bosa - Busachi - Cuglieri - Dualchi - Flussio - Fordongianus - Gavoi - Ghilarza - Lei - Macomer - Magomadas - Milis - Modolo - Montresta - Narbolia - Neoneli - Noragugume - Norbello - Nughedu Santa Vittoria - Ollolai - Olzai - Oniferi - Orani - Orotelli - Ottana - Paulilatino - Riola Sardo - Sagama - Samugheo - San Vero Milis - Santu Lussurgiu - Sarule - Scano di Montiferro - Sedilo - Seneghe - Sennariolo - Silanus - Sindia - Soddì - Sorradile - Suni - Tadasuni - Tinnura - Tramatza - Tresnuraghes - Ulà Tirso |
|       | 8. Oristano             | - Albagiara - Ales - Arborea - Assolo - Asuni - Baradili - Baratili San Pietro - Baressa - Cabras - Curcuris - Gonnoscodina - Gonnosnò - Gonnostramatza - Marrubiu - Masullas - Mogorella - Mogoro - Morgongiori - Nurachi - Nureci - Ollastra - Oristano - Palmas Arborea - Pau - Pompu - Ruinas - San Nicolò d'Arcidano - Santa Giusta - Senis - Siamaggiore - Siamanna - Siapiccia - Simala - Simaxis - Sini - Siris - Solarussa - Terralba - Uras - Usellus - Villa Sant'Antonio - Villa Verde - Villanova Truschedu - Villaurbana - Zeddiani - Zerfaliu |
|       | 9. Iglesias             | - Arbus - Buggerru - Collinas - Decimoputzu - Domusnovas - Fluminimaggiore - Gonnosfanadiga - Guspini - Iglesias - Musei - Pabillonis - San Gavino Monreale - Sardara - Siliqua - Uta - Vallermosa - Villacidro - Villamassargia - Villanovaforru - Villaspeciosa |
|       | 10. Carbonia            | - Calasetta - Capoterra - Carbonia - Carloforte - Domus de Maria - Giba - Gonnesa - Masainas - Narcao - Nuxis - Perdaxius - Piscinas - Portoscuso - Pula - San Giovanni Suergiu - Santadi - Sant'Anna Arresi - Sant'Antioco - Sarroch - Teulada - Tratalias - Villa San Pietro - Villaperuccio |
|       | 11. Cagliari - Assemini | - Assemini - Cagliari (parte) - Decimomannu - Elmas - Monserrato - Sestu |
|       | 12. Cagliari centro     | - Cagliari (parte) |
|       | 13. Serramanna          | - Armungia - Ballao - Barrali - Barumini - Dolianova - Donori - Furtei - Genuri - Gesico - Gesturi - Goni - Guamaggiore - Guasila - Las Plassas - Lunamatrona - Mandas - Monastir - Muravera - Nuraminis - Ortacesus - Pauli Arbarei - Pimentel - Samassi - Samatzai - San Basilio - San Nicolò Gerrei - San Sperate - San Vito - Sanluri - Sant'Andrea Frius - Segariu - Selegas - Senorbì - Serdiana - Serramanna - Serrenti - Setzu - Siddi - Silius - Siurgus Donigala - Suelli - Tuili - Turri - Ussana - Ussaramanna - Villamar - Villanovafranca - Villaputzu - Villasalto - Villasor                                                                         |
|       | 14. Quartu Sant'Elena   | - Burcei - Castiadas - Maracalagonis - Quartu Sant'Elena - Quartucciu - Selargius - Settimo San Pietro - Sinnai - Soleminis - Villasimius |

### XII legislatura

#### Risultati elettorali
| Coalizioni                            | Liste                                 | Proporzionale | Proporzionale | Proporzionale | Maggioritario | Maggioritario | Maggioritario |
| Coalizioni                            | Liste                                 | Voti          | %             | Seggi         | Voti          | %             | Seggi         |
| ------------------------------------- | ------------------------------------- | ------------- | ------------- | ------------- | ------------- | ------------- | ------------- |
| Progressisti                          | Partito Democratico della Sinistra    | 228.199       | 19,67         | 1             | 287.775       | 27,93         | 4             |
| Progressisti                          | Rifondazione Comunista                | 70.813        | 6,10          | -             | 287.775       | 27,93         | 4             |
| Progressisti                          | Partito Socialista Italiano           | 36.651        | 3,16          | -             | 287.775       | 27,93         | 4             |
| Progressisti                          | Alleanza Democratica                  | 26.074        | 2,25          | -             | 287.775       | 27,93         | 4             |
| Progressisti                          | Federazione dei Verdi                 | 24.452        | 2,11          | -             | 287.775       | 27,93         | 4             |
| Polo del Buon Governo                 | Forza Italia                          | 245.630       | 21,17         | 1             | 362.110       | 35,15         | 9             |
| Polo del Buon Governo                 | Alleanza Nazionale                    | 137.874       | 11,88         | -             | 362.110       | 35,15         | 9             |
| Patto per l'Italia                    | Patto Segni                           | 201.810       | 17,39         | 1             | 231.362       | 22,46         | 1             |
| Patto per l'Italia                    | Partito Popolare Italiano             | 114.867       | 9,90          | 1             | 231.362       | 22,46         | 1             |
| Lista Pannella - Riformatori          | Lista Pannella - Riformatori          | 32.926        | 2,84          | -             | 8.392         | 0,81          | -             |
| Partidu Sardu Indipendentista         | Partidu Sardu Indipendentista         | 24.043        | 2,07          | -             | 14.334        | 1,39          | -             |
| La Rete                               | La Rete                               | 7.615         | 0,66          | -             | 17.620        | 1,71          | -             |
| Centro Democratico                    | Centro Democratico                    | 4.911         | 0,42          | -             | 11.055        | 1,07          | -             |
| L'Arca                                | L'Arca                                | 4.415         | 0,38          | -             | N.D.          | N.D.          | N.D.          |
| Azione Autonomistica Arborense        | Azione Autonomistica Arborense        | N.D.          | N.D.          | N.D.          | 7.389         | 0,72          | -             |
| Patto Ogliastra Sarcidano Mandrolisai | Patto Ogliastra Sarcidano Mandrolisai | N.D.          | N.D.          | N.D.          | 5.762         | 0,56          | -             |
| Alleanza Popolare Riforme             | Alleanza Popolare Riforme             | N.D.          | N.D.          | N.D.          | 2.267         | 0,15          | -             |
| Totale                                | Totale                                | 1.160.280     |               | 4             | 1.030.324     |               | 14            |

#### Eletti

##### Parte proporzionale
| Forza Italia      | Partito Democratico della Sinistra | Patto Segni      | Partito Popolare Italiano |
| ----------------- | ---------------------------------- | ---------------- | ------------------------- |
|                   |                                    |                  |                           |
| - Giuseppe Pisanu | - Gavino Angius                    | - Mariotto Segni | - Antonello Soro          |

##### Parte maggioritaria
Eletti nel Polo del Buon Governo (FI - AN - CCD - UdC - PLD)
     Eletti nei Progressisti (PDS - PRC - FdV - PSI - Rete - AD - CS)
     Eletti nel Patto per l'Italia (PPI - Patto Segni)
| Collegio          | Deputato | Deputato              | Partito | Partito                              |
| ----------------- | -------- | --------------------- | ------- | ------------------------------------ |
| Sassari           |          | Carmelo Porcu         |         | Alleanza Nazionale                   |
| Alghero           |          | Antonello Fonnesu     |         | Forza Italia                         |
| Porto Torres      |          | Giampaolo Nuvoli      |         | Forza Italia                         |
| Olbia             |          | Gian Piero Scanu      |         | Partito Popolare Italiano            |
| Nuoro             |          | Angelo Altea          |         | Partito della Rifondazione Comunista |
| Tortolì           |          | Giovanni De Murtas    |         | Partito della Rifondazione Comunista |
| Macomer           |          | Angelo Raffaele Manca |         | Partito Democratico della Sinistra   |
| Oristano          |          | Paolo Emilio Taddei   |         | Forza Italia                         |
| Iglesias          |          | Oliviero Diliberto    |         | Partito della Rifondazione Comunista |
| Carbonia          |          | Maria Gabriella Pinto |         | Forza Italia                         |
| Cagliari-Assemini |          | Piergiorgio Massidda  |         | Forza Italia                         |
| Cagliari-Centro   |          | Gian Franco Anedda    |         | Alleanza Nazionale                   |
| Serramanna        |          | Francesco Onnis       |         | Alleanza Nazionale                   |
| Quartu Sant'Elena |          | Salvatore Cicu        |         | Forza Italia                         |

### XIII legislatura

#### Risultati elettorali
| Coalizioni              | Liste                              | Proporzionale | Proporzionale | Proporzionale | Maggioritario   | Maggioritario | Maggioritario |
| Coalizioni              | Liste                              | Voti          | %             | Seggi         | Voti            | %             | Seggi         |
| ----------------------- | ---------------------------------- | ------------- | ------------- | ------------- | --------------- | ------------- | ------------- |
| Polo per le Libertà     | Forza Italia                       | 227.596       | 22,85         | 1             | 456.253         | 46,13         | 6             |
| Polo per le Libertà     | Alleanza Nazionale                 | 182.648       | 18,33         | 1             | 456.253         | 46,13         | 6             |
| Polo per le Libertà     | CCD-CDU                            | 60.205        | 6,04          | -             | 456.253         | 46,13         | 6             |
| L'Ulivo-PSd'Az. L'Ulivo | Partito Democratico della Sinistra | 202.142       | 20,29         | 1             | 269.047 155.884 | 27,20 15,76   | 4 3           |
| L'Ulivo-PSd'Az. L'Ulivo | Rinnovamento Italiano              | 69.969        | 7,02          | -             | 269.047 155.884 | 27,20 15,76   | 4 3           |
| L'Ulivo-PSd'Az. L'Ulivo | Popolari per Prodi                 | 60.974        | 6,12          | -             | 269.047 155.884 | 27,20 15,76   | 4 3           |
| L'Ulivo-PSd'Az. L'Ulivo | Partito Sardo d'Azione             | 38.002        | 3,81          | -             | 269.047 155.884 | 27,20 15,76   | 4 3           |
| L'Ulivo-PSd'Az. L'Ulivo | Federazione dei Verdi              | 20.713        | 2,08          | -             | 269.047 155.884 | 27,20 15,76   | 4 3           |
| Progressisti            | Rifondazione Comunista             | 83.813        | 8,41          | 1             | 57.238          | 5,79          | 1             |
| Sardigna Natzione       | Sardigna Natzione                  | 23.355        | 2,34          | -             | 42.246          | 4,72          | -             |
| Lista Pannella-Sgarbi   | Lista Pannella-Sgarbi              | 20.537        | 2,06          | -             | 2.370           | 0,24          | -             |
| Fiamma Tricolore        | Fiamma Tricolore                   | 6.270         | 0,63          | -             | 5.962           | 0,60          | -             |
| Totale                  | Totale                             | 996.224       |               | 4             | 989.000         |               | 14            |

#### Eletti

##### Parte proporzionale
| Forza Italia      | Partito Democratico della Sinistra | Alleanza Nazionale | Rifondazione Comunista |
| ----------------- | ---------------------------------- | ------------------ | ---------------------- |
|                   |                                    |                    |                        |
| - Giuseppe Pisanu | - Angelo Altea                     | - Carmelo Porcu    | - Giovanni Meloni      |

##### Parte maggioritaria
Eletti nell'Ulivo (PDS - P-S-P-U-P - RI - FdV)
     Eletti nei Progressisti (PRC)
     Eletti nel Polo per le Libertà (FI - AN - CCD-CDU)
| Collegio          | Deputato | Deputato             | Partito |
| ----------------- | -------- | -------------------- | ------- |
| Sassari           |          | Paolo Manca          | RI      |
| Alghero           |          | Francesco Carboni    | PDS     |
| Porto Torres      |          | Antonio Attili       | PDS     |
| Olbia             |          | Paolo Cuccu          | FI      |
| Nuoro             |          | Antonello Soro       | PPI     |
| Tortolì           |          | Giovanni De Murtas   | PRC     |
| Tortolì           |          | Antonio Loddo        | I Dem   |
| Macomer           |          | Salvatore Ladu       | PPI     |
| Oristano          |          | Giovanni Marras      | FI      |
| Iglesias          |          | Giuseppe Aleffi      | FI      |
| Carbonia          |          | Salvatore Cherchi    | PDS     |
| Cagliari-Assemini |          | Piergiorgio Massidda | FI      |
| Cagliari-Centro   |          | Gian Franco Anedda   | AN      |
| Serramanna        |          | Antonina Dedoni      | PDS     |
| Quartu Sant'Elena |          | Salvatore Cicu       | FI      |

1. ↑  Dal 20.06.2000 (eletto in seguito a elezioni suppletive)

### XIV legislatura

#### Risultati elettorali
| Coalizioni                               | Liste                                    | Proporzionale | Proporzionale | Proporzionale | Maggioritario | Maggioritario | Maggioritario |
| Coalizioni                               | Liste                                    | Voti          | %             | Seggi         | Voti          | %             | Seggi         |
| ---------------------------------------- | ---------------------------------------- | ------------- | ------------- | ------------- | ------------- | ------------- | ------------- |
| Casa delle Libertà                       | Forza Italia                             | 304.989       | 30,22         | 2             | 449.633       | 45,17         | 9             |
| Casa delle Libertà                       | Alleanza Nazionale                       | 137.054       | 13,58         | -             | 449.633       | 45,17         | 9             |
| Casa delle Libertà                       | CCD-CDU                                  | 46.295        | 4,59          | -             | 449.633       | 45,17         | 9             |
| Casa delle Libertà                       | Nuovo PSI                                | 10.590        | 1,05          | -             | 449.633       | 45,17         | 9             |
| L'Ulivo                                  | Democratici di Sinistra                  | 162.723       | 16,12         | 1             | 431.798       | 43,38         | 5             |
| L'Ulivo                                  | La Margherita                            | 135.985       | 13,47         | 1             | 431.798       | 43,38         | 5             |
| L'Ulivo                                  | Comunisti Italiani                       | 28.088        | 2,78          | -             | 431.798       | 43,38         | 5             |
| L'Ulivo                                  | Il Girasole                              | 17.255        | 1,71          | -             | 431.798       | 43,38         | 5             |
| Rifondazione Comunista                   | Rifondazione Comunista                   | 47.699        | 4,73          | -             | N.D.          | N.D.          | N.D.          |
| Partito Sardo d'Azione-Sardigna Natzione | Partito Sardo d'Azione-Sardigna Natzione | 34.412        | 3,41          | -             | 40.692        | 4,09          | -             |
| Italia dei Valori                        | Italia dei Valori                        | 33.375        | 3,31          | -             | 33.971        | 3,41          | -             |
| Democrazia Europea                       | Democrazia Europea                       | 19.335        | 1,92          | -             | 14.776        | 1,48          | -             |
| Lista Emma Bonino                        | Lista Emma Bonino                        | 17.930        | 1,78          | -             | 12.213        | 1,23          | -             |
| Lista Amadu                              | Lista Amadu                              | 11.517        | 1,14          | -             | 12.233        | 1,23          | -             |
| Paese Nuovo                              | Paese Nuovo                              | 1.354         | 0,13          | -             | N.D.          | N.D.          | N.D.          |
| Abolizione Scorporo                      | Abolizione Scorporo                      | 697           | 0,07          | -             | N.D.          | N.D.          | N.D.          |
| Totale                                   | Totale                                   | 1.009.298     |               | 4             | 995.316       |               | 14            |

#### Eletti

##### Parte proporzionale
| Forza Italia                             | Democratici di Sinistra | La Margherita      |
| ---------------------------------------- | ----------------------- | ------------------ |
|                                          |                         |                    |
| - Giuseppe Pisanu - Piergiorgio Massidda | - Antonello Cabras      | - Giuseppe Fioroni |

##### Parte maggioritaria
Eletti nell'Ulivo (DS - DL - Il Girasole - PdCI)
     Eletti nella Casa delle Libertà (FI - AN - CCD-CDU - NPSI)
| Collegio          | Deputato | Deputato           | Partito |
| ----------------- | -------- | ------------------ | ------- |
| Sassari           |          | Carmelo Porcu      | AN      |
| Alghero           |          | Francesco Carboni  | DS      |
| Porto Torres      |          | Giampaolo Nuvoli   | FI      |
| Olbia             |          | Paolo Cuccu        | FI      |
| Nuoro             |          | Antonello Soro     | DL      |
| Tortolì           |          | Antonio Loddo      | DL      |
| Macomer           |          | Salvatore Ladu     | DL      |
| Oristano          |          | Giovanni Marras    | FI      |
| Iglesias          |          | Pietro Maurandi    | DS      |
| Carbonia          |          | Antonio Mereu      | UDC     |
| Cagliari-Assemini |          | Michele Cossa      | RS      |
| Cagliari-Centro   |          | Gian Franco Anedda | AN      |
| Serramanna        |          | Francesco Onnis    | AN      |
| Quartu Sant'Elena |          | Salvatore Cicu     | FI      |

## Dal 2005 al 2017

### XV legislatura

#### Risultati elettorali
|                               | L'Ulivo                                           | 349 256   | 33,28 | 6  |  |  |  |  |  |
|                               | Partito della Rifondazione Comunista              | 69 895    | 6,66  | 1  |  |  |  |  |  |
|                               | Partito dei Comunisti Italiani                    | 34 200    | 3,26  | 1  |  |  |  |  |  |
|                               | Rosa nel Pugno                                    | 28 808    | 2,74  | 1  |  |  |  |  |  |
|                               | Italia dei Valori                                 | 24 236    | 2,31  | 1  |  |  |  |  |  |
|                               | Popolari UDEUR                                    | 23 827    | 2,27  | –  |  |  |  |  |  |
|                               | Federazione dei Verdi                             | 13 552    | 1,29  | –  |  |  |  |  |  |
|                               | Partito Pensionati                                | 7 115     | 0,68  | –  |  |  |  |  |  |
|                               | Totale coalizione                                 | 550 889   | 52,49 | 10 |  |  |  |  |  |
|                               | Forza Italia                                      | 236 679   | 22,55 | 4  |  |  |  |  |  |
|                               | Alleanza Nazionale                                | 135 247   | 12,89 | 2  |  |  |  |  |  |
|                               | Unione dei Democratici Cristiani e di Centro      | 80 877    | 7,71  | 2  |  |  |  |  |  |
|                               | Alternativa Sociale                               | 7 828     | 0,75  | –  |  |  |  |  |  |
|                               | Democrazia Cristiana per le Autonomie – Nuovo PSI | 6 246     | 0,60  | –  |  |  |  |  |  |
|                               | Fiamma Tricolore                                  | 4 822     | 0,46  | –  |  |  |  |  |  |
|                               | Lega Nord – MPA                                   | 4 267     | 0,41  | –  |  |  |  |  |  |
|                               | Totale coalizione                                 | 475 966   | 45,35 | 8  |  |  |  |  |  |
|                               | Indipendèntzia Repùbrica de Sardigna              | 11 648    | 1,11  | –  |  |  |  |  |  |
|                               | Sardigna Natzione                                 | 11 000    | 1,05  | –  |  |  |  |  |  |
| Totale                        | Totale                                            | 1 049 503 | 100   | 18 |  |  |  |  |  |
|                               |                                                   |           |       |    |  |  |  |  |  |
| Voti non validi               | Voti non validi                                   | 26 459    | 2,46  |    |  |  |  |  |  |
| Votanti                       | Votanti                                           | 1 075 962 | 77,94 |    |  |  |  |  |  |
| Elettori                      | Elettori                                          | 1 380 487 |       |    |  |  |  |  |  |
|                               |                                                   |           |       |    |  |  |  |  |  |
| Fonte: Ministero dell'interno |                                                   |           |       |    |  |  |  |  |  |

#### Eletti
| L'Ulivo                                                                                           | Partito della Rifondazione Comunista                  | Partito dei Comunisti Italiani           |
| ------------------------------------------------------------------------------------------------- | ----------------------------------------------------- | ---------------------------------------- |
|                                                                                                   |                                                       |                                          |
| - Arturo Parisi - Amalia Schirru - Antonello Soro - Antonio Attili - Emanuele Sanna - Paolo Fadda | - → Fausto Bertinotti - Luigi Cogodi                  | - → Oliviero Diliberto - Elias Vacca     |
| - Arturo Parisi - Amalia Schirru - Antonello Soro - Antonio Attili - Emanuele Sanna - Paolo Fadda | Rosa nel Pugno                                        | Italia dei Valori                        |
| - Arturo Parisi - Amalia Schirru - Antonello Soro - Antonio Attili - Emanuele Sanna - Paolo Fadda |                                                       |                                          |
| - Arturo Parisi - Amalia Schirru - Antonello Soro - Antonio Attili - Emanuele Sanna - Paolo Fadda | - → Emma Bonino - → Enrico Boselli - Roberto Villetti | - → Antonio Di Pietro - Federico Palomba |

| Forza Italia                                                                             | Alleanza Nazionale                                 | Unione di Centro                                                           |
| ---------------------------------------------------------------------------------------- | -------------------------------------------------- | -------------------------------------------------------------------------- |
|                                                                                          |                                                    |                                                                            |
| - → Silvio Berlusconi - Mauro Pili - Salvatore Cicu - Giuseppe Cossiga - Giovanni Marras | - → Gianfranco Fini - Carmelo Porcu - Bruno Murgia | - → Pier Ferdinando Casini - → Lorenzo Cesa - Giorgio Oppi - Antonio Mereu |

1. ↑  Opta per la circoscrizione Piemonte 2
2. ↑  Opta per la circoscrizione Sicilia 1
3. ↑  Opta per la circoscrizione Veneto 2
4. ↑  Opta per la circoscrizione Sicilia 2
5. ↑  Opta per la circoscrizione Veneto 2
6. ↑  Opta per la circoscrizione Campania 1
7. ↑  Opta per la circoscrizione Emilia-Romagna
8. ↑  Opta per la circoscrizione Lombardia 1
9. ↑  Opta per la circoscrizione Lombardia 2

### XVI legislatura

#### Risultati elettorali
|                               | Il Popolo della Libertà               | 415 240   | 42,43 | 9  |  |  |  |  |  |
|                               | Movimento per l'Autonomia             | 6 203     | 0,63  | –  |  |  |  |  |  |
|                               | Totale coalizione                     | 421 443   | 43,07 | 9  |  |  |  |  |  |
|                               | Partito Democratico                   | 354 214   | 36,20 | 7  |  |  |  |  |  |
|                               | Italia dei Valori                     | 38 960    | 3,98  | 1  |  |  |  |  |  |
|                               | Totale coalizione                     | 393 174   | 40,18 | 8  |  |  |  |  |  |
|                               | Unione di Centro                      | 54 668    | 5,59  | 1  |  |  |  |  |  |
|                               | La Sinistra l'Arcobaleno              | 35 100    | 3,59  | –  |  |  |  |  |  |
|                               | Partito Socialista                    | 15 202    | 1,55  | –  |  |  |  |  |  |
|                               | La Destra - Fiamma Tricolore          | 15 091    | 1,54  | –  |  |  |  |  |  |
|                               | Partito Sardo d'Azione                | 14 860    | 1,52  | –  |  |  |  |  |  |
|                               | Sardigna Natzione                     | 7 176     | 0,73  | –  |  |  |  |  |  |
|                               | Partito Comunista dei Lavoratori      | 4 553     | 0,47  | –  |  |  |  |  |  |
|                               | Lista dei Grilli Parlanti             | 3 693     | 0,38  | –  |  |  |  |  |  |
|                               | Sinistra Critica                      | 3 677     | 0,38  | –  |  |  |  |  |  |
|                               | Associazione per la Difesa della Vita | 2 831     | 0,29  | –  |  |  |  |  |  |
|                               | Partito Liberale Italiano             | 2 015     | 0,21  | –  |  |  |  |  |  |
|                               | Forza Nuova                           | 1 995     | 0,20  | –  |  |  |  |  |  |
|                               | Per il Bene Comune                    | 1 723     | 0,18  | –  |  |  |  |  |  |
|                               | Unione Democratica per i Consumatori  | 1 365     | 0,14  | –  |  |  |  |  |  |
| Totale                        | Totale                                | 978 566   | 100   | 18 |  |  |  |  |  |
|                               |                                       |           |       |    |  |  |  |  |  |
| Voti non validi               | Voti non validi                       | 26 224    | 2,61  |    |  |  |  |  |  |
| Votanti                       | Votanti                               | 1 004 790 | 72,30 |    |  |  |  |  |  |
| Elettori                      | Elettori                              | 1 389 739 |       |    |  |  |  |  |  |
|                               |                                       |           |       |    |  |  |  |  |  |
| Fonte: Ministero dell'interno |                                       |           |       |    |  |  |  |  |  |

#### Eletti
| Il Popolo della Libertà | Partito Democratico                                                                                         | Unione di Centro                          | Italia dei Valori                        |
| --- | --- | ----------------------------------------- | ---------------------------------------- |
| | |                                           |                                          |
| - Silvio Berlusconi - Gianfranco Fini - Mauro Pili - Bruno Murgia - Salvatore Cicu - Giuseppe Cossiga - Carmelo Porcu - Piero Testoni - Settimo Nizzi - Luca Barbareschi - Paolo Vella | - Arturo Parisi - Amalia Schirru - Paolo Fadda - Caterina Pes - Giulio Calvisi - Siro Marrocu - Guido Melis | - → Pier Ferdinando Casini - Giorgio Oppi | - → Antonio Di Pietro - Federico Palomba |

1. ↑  Opta per la circoscrizione Molise
2. ↑  Opta per la circoscrizione Emilia-Romagna
3. ↑  Opta per la circoscrizione Liguria
4. ↑  Opta per la circoscrizione Molise

### XVII legislatura

#### Risultati elettorali
|                               | Movimento 5 Stelle               | 275 241   | 29,73 | 4  |  |  |  |  |  |
|                               | Partito Democratico              | 233 278   | 25,20 | 8  |  |  |  |  |  |
|                               | Sinistra Ecologia Libertà        | 34 098    | 3,68  | 1  |  |  |  |  |  |
|                               | Centro Democratico               | 5 530     | 0,60  | 1  |  |  |  |  |  |
|                               | Totale coalizione                | 272 906   | 29,48 | 10 |  |  |  |  |  |
|                               | Il Popolo della Libertà          | 188 901   | 20,40 | 3  |  |  |  |  |  |
|                               | Fratelli d'Italia                | 16 235    | 1,75  | –  |  |  |  |  |  |
|                               | Partito Pensionati               | 4 121     | 0,45  | –  |  |  |  |  |  |
|                               | Grande Sud – MPA                 | 3 753     | 0,41  | –  |  |  |  |  |  |
|                               | La Destra                        | 3 460     | 0,37  | –  |  |  |  |  |  |
|                               | Moderati in Rivoluzione          | 1 508     | 0,16  | –  |  |  |  |  |  |
|                               | Lega Nord                        | 1 330     | 0,14  | –  |  |  |  |  |  |
|                               | Totale coalizione                | 219 308   | 23,69 | 3  |  |  |  |  |  |
|                               | Scelta Civica                    | 55 891    | 6,04  | 1  |  |  |  |  |  |
|                               | Unione di Centro                 | 25 696    | 2,78  | –  |  |  |  |  |  |
|                               | Futuro e Libertà per l'Italia    | 5 494     | 0,59  | –  |  |  |  |  |  |
|                               | Totale coalizione                | 87 081    | 9,41  | 1  |  |  |  |  |  |
|                               | Rivoluzione Civile               | 25 895    | 2,80  | –  |  |  |  |  |  |
|                               | Partito Sardo d'Azione           | 18 592    | 2,01  | –  |  |  |  |  |  |
|                               | Indipendenza per la Sardegna     | 7 471     | 0,81  | –  |  |  |  |  |  |
|                               | Meris                            | 5 897     | 0,64  | –  |  |  |  |  |  |
|                               | Fare per Fermare il Declino      | 3 759     | 0,41  | –  |  |  |  |  |  |
|                               | Partito Comunista dei Lavoratori | 3 170     | 0,34  | –  |  |  |  |  |  |
|                               | Liberali per l'Italia - PLI      | 2 711     | 0,29  | –  |  |  |  |  |  |
|                               | Amnistia Giustizia Libertà       | 2 105     | 0,23  | –  |  |  |  |  |  |
|                               | Forza Nuova                      | 1 658     | 0,18  | –  |  |  |  |  |  |
| Totale                        | Totale                           | 925 794   | 100   | 18 |  |  |  |  |  |
|                               |                                  |           |       |    |  |  |  |  |  |
| Voti non validi               | Voti non validi                  | 24 852    | 2,61  |    |  |  |  |  |  |
| Votanti                       | Votanti                          | 950 646   | 68,32 |    |  |  |  |  |  |
| Elettori                      | Elettori                         | 1 391 515 |       |    |  |  |  |  |  |
|                               |                                  |           |       |    |  |  |  |  |  |
| Fonte: Ministero dell'interno |                                  |           |       |    |  |  |  |  |  |

#### Eletti
| Partito Democratico | Movimento 5 Stelle                                                 | Il Popolo della Libertà                     |
| --- | ------------------------------------------------------------------ | ------------------------------------------- |
| |                                                                    |                                             |
| - Emanuele Cani - Romina Mura - Giovanna Sanna - Raffaele Di Gioia - Caterina Pes - Gian Piero Scanu - Francesco Sanna - Siro Marrocu | - Emanuela Corda - Andrea Vallascas - Paola Pinna - Nicola Bianchi | - Mauro Pili - Salvatore Cicu - Paolo Vella |
| Sinistra Ecologia Libertà | Centro Democratico                                                 | Scelta Civica                               |
| |                                                                    |                                             |
| - Michele Piras | - Roberto Capelli                                                  | - Pierpaolo Vargiu                          |

## Dal 2017

### Collegi elettorali

#### Dal 2017 al 2020
Alla circoscrizione sono attribuiti 17 seggi: 6 sono assegnati mediante sistema maggioritario, in altrettanti collegi uninominali; 11 mediante sistema proporzionale, all'interno di due collegi plurinominali.
| Collegi plurinominali | Collegi plurinominali | Collegi uninominali                             |
| --------------------- | --------------------- | ----------------------------------------------- |
|                       | Sardegna - 01         | - 01 - Cagliari - 03 - Carbonia - 06 - Oristano |
|                       | Sardegna - 02         | - 02 - Nuoro - 04 - Sassari - 05 - Olbia        |

#### Dal 2020
In seguito alla riforma costituzionale del 2020 in tema di riduzione del numero dei parlamentari, alla circoscrizione sono attribuiti 11 seggi: 4 sono assegnati mediante sistema maggioritario, in altrettanti collegi uninominali; 7 mediante sistema proporzionale, all'interno di un unico collegio plurinominale.
| Collegi plurinominali | Collegi plurinominali | Collegi uninominali                                         |
| --------------------- | --------------------- | ----------------------------------------------------------- |
|                       | Sardegna - 01         | - 01 - Cagliari - 02 - Carbonia - 03 - Nuoro - 04 - Sassari |

### XVIII legislatura

#### Risultati elettorali
|                            | Movimento 5 Stelle       | 369 233   | 42,48 | 5  | 369 233 | 42,48 | 6 |  |  |
|                            | Forza Italia             | 128 437   | 14,78 | 2  | 269 877 | 31,05 | – |  |  |
|                            | Lega                     | 93 942    | 10,81 | 1  | 269 877 | 31,05 | – |  |  |
|                            | Fratelli d'Italia        | 35 057    | 4,03  | 1  | 269 877 | 31,05 | – |  |  |
|                            | Noi con l'Italia – UDC   | 12 441    | 1,43  | –  | 269 877 | 31,05 | – |  |  |
|                            | Partito Democratico      | 129 894   | 14,95 | 2  | 153 541 | 17,67 | – |  |  |
|                            | +Europa                  | 16 869    | 1,94  | –  | 153 541 | 17,67 | – |  |  |
|                            | Italia Europa Insieme    | 4 466     | 0,51  | –  | 153 541 | 17,67 | – |  |  |
|                            | Civica Popolare          | 2 312     | 0,27  | –  | 153 541 | 17,67 | – |  |  |
|                            | Liberi e Uguali          | 27 246    | 3,13  | –  | 27 246  | 3,13  | – |  |  |
|                            | Autodeterminatzione      | 19 308    | 2,22  | –  | 19 308  | 2,22  | – |  |  |
|                            | Potere al Popolo!        | 7 891     | 0,91  | –  | 7 891   | 0,91  | – |  |  |
|                            | CasaPound                | 7 646     | 0,88  | –  | 7 646   | 0,88  | – |  |  |
|                            | Il Popolo della Famiglia | 5 939     | 0,68  | –  | 5 939   | 0,68  | – |  |  |
|                            | Partito Comunista        | 5 302     | 0,61  | –  | 5 302   | 0,61  | – |  |  |
|                            | Partito Valore Umano     | 3 157     | 0,36  | –  | 3 157   | 0,36  | – |  |  |
| Totale                     | Totale                   | 869 140   | 100   | 11 | 869 140 | 100   | 6 |  |  |
|                            |                          |           |       |    |         |       |   |  |  |
| Schede bianche             | Schede bianche           | 8 227     | 0,92  |    |         |       |   |  |  |
| Schede nulle               | Schede nulle             | 19 127    | 2,13  |    |         |       |   |  |  |
| Votanti                    | Votanti                  | 896 494   | 65,20 |    |         |       |   |  |  |
| Elettori                   | Elettori                 | 1 374 915 |       |    |         |       |   |  |  |
|                            |                          |           |       |    |         |       |   |  |  |
| Fonte: Camera dei deputati |                          |           |       |    |         |       |   |  |  |

#### Eletti

##### Eletti nei collegi uninominali
Eletti nel Movimento 5 Stelle
     Eletti nella coalizione di centro-sinistra (PD - LeU - CP)
| Collegio uninominale | Eletto | Eletto          | Partito |
| -------------------- | ------ | --------------- | ------- |
| 1. Cagliari          |        | Andrea Mura     | M5S     |
| 1. Cagliari          |        | Andrea Frailis  | PD      |
| 2. Nuoro             |        | Mara Lapia      | M5S     |
| 3. Carbonia          |        | Pino Cabras     | M5S     |
| 4. Sassari           |        | Mario Perantoni | M5S     |
| 5. Olbia             |        | Bernardo Marino | M5S     |
| 6. Oristano          |        | Luciano Cadeddu | M5S     |

1. ↑  In data 26.07.2018 aderisce al gruppo misto, non iscritti; dimissionario in data 27.09.2018.
2. ↑  Dal 24.01.2019 (eletto in seguito a elezioni suppletive).
3. ↑  In data 10.12.2020 aderisce al gruppo misto, non iscritti; in data 13.01.2021 alla componente «Centro Democratico».
4. ↑  In data 19.02.2021 aderisce al gruppo misto, non iscritti; in data 23.02.2021 alla componente «Alternativa».
5. ↑  In data 20.01.2022 aderisce al gruppo misto, non iscritti; in data 04.05.2022 al gruppo Italia Viva - Italia C'è.
6. ↑  In data 21.06.2022 aderisce al gruppo Insieme per il Futuro.

##### Eletti nei collegi plurinominali
| Collegio plurinominale | M5S                                               | Partito Democratico | Forza Italia      | Lega               | Fratelli d'Italia  |
| ---------------------- | ------------------------------------------------- | ------------------- | ----------------- | ------------------ | ------------------ |
| Collegio plurinominale |                                                   |                     |                   |                    |                    |
| 1. Sardegna - 01       | - Emanuela Corda - Andrea Vallascas - Lucia Scanu | - Romina Mura       | - Ugo Cappellacci | - Guido De Martini | - Salvatore Deidda |
| 2. Sardegna - 02       | - Alberto Manca - Paola Deiana                    | - Gavino Manca      | - Pietro Pittalis | –                  | –                  |

1. 1 2  In data 19.02.2021 aderisce al gruppo misto, non iscritti; in data 23.02.2021 alla componente «Alternativa».
2. ↑  In data 24.12.2021 aderisce al gruppo misto, non iscritti; in data 12.01.2022 a Coraggio Italia; in data 23.06.2022 torna nel gruppo misto, non iscritti; in data 07.07.2022 aderisce alla componente «Coraggio Italia».
3. 1 2  In data 21.06.2022 aderisce al gruppo Insieme per il Futuro.

### XIX legislatura

#### Risultati elettorali
|                               | Fratelli d'Italia                                       | 161 696   | 23,59 | 2 | 277 799 | 40,52 | 4 |  |  |
|                               | Forza Italia                                            | 58 531    | 8,54  | 1 | 277 799 | 40,52 | 4 |  |  |
|                               | Lega per Salvini Premier                                | 43 061    | 6,28  | – | 277 799 | 40,52 | 4 |  |  |
|                               | Noi Moderati                                            | 14 511    | 2,12  | – | 277 799 | 40,52 | 4 |  |  |
|                               | Partito Democratico - Italia Democratica e Progressista | 127 438   | 18,59 | 1 | 184 854 | 26,96 | – |  |  |
|                               | Alleanza Verdi e Sinistra                               | 35 780    | 5,22  | 1 | 184 854 | 26,96 | – |  |  |
|                               | +Europa                                                 | 15 431    | 2,25  | – | 184 854 | 26,96 | – |  |  |
|                               | Impegno Civico – Centro Democratico                     | 6 205     | 0,91  | – | 184 854 | 26,96 | – |  |  |
|                               | Movimento 5 Stelle                                      | 149 477   | 21,80 | 2 | 149 477 | 21,80 | – |  |  |
|                               | Azione - Italia Viva                                    | 31 593    | 4,61  | – | 31 593  | 4,61  | – |  |  |
|                               | Italexit                                                | 16 669    | 2,43  | – | 16 669  | 2,43  | – |  |  |
|                               | Unione Popolare                                         | 10 762    | 1,57  | – | 10 762  | 1,57  | – |  |  |
|                               | Italia Sovrana e Popolare                               | 10 575    | 1,54  | – | 10 575  | 1,54  | – |  |  |
|                               | Vita                                                    | 3 858     | 0,56  | – | 3 858   | 0,56  | – |  |  |
| Totale                        | Totale                                                  | 685 587   | 100   | 7 | 685 587 | 100   | 4 |  |  |
|                               |                                                         |           |       |   |         |       |   |  |  |
| Voti non validi               | Voti non validi                                         | 28 202    | 3,95  |   |         |       |   |  |  |
| Votanti                       | Votanti                                                 | 713 789   | 53,17 |   |         |       |   |  |  |
| Elettori                      | Elettori                                                | 1 342 551 |       |   |         |       |   |  |  |
|                               |                                                         |           |       |   |         |       |   |  |  |
| Data: 25 settembre 2022       |                                                         |           |       |   |         |       |   |  |  |
| Fonte: Ministero dell'interno |                                                         |           |       |   |         |       |   |  |  |

#### Eletti

##### Eletti nei collegi uninominali
Eletti nella coalizione di coalizione di centro-destra (FdI - LSP - FI - NM)
| Collegio uninominale | Eletto | Eletto          | Partito |
| -------------------- | ------ | --------------- | ------- |
| 01 - Cagliari        |        | Ugo Cappellacci | FI      |
| 02 - Carbonia        |        | Gianni Lampis   | FdI     |
| 03 - Nuoro           |        | Barbara Polo    | FdI     |
| 04 - Sassari         |        | Dario Giagoni   | LSP     |

##### Eletti nei collegi plurinominali
| Collegio plurinominale | Fratelli d'Italia                   | Movimento 5Stelle                 | Partito Democratico-IDP | Forza Italia      | Alleanza Verdi e Sinistra |
| ---------------------- | ----------------------------------- | --------------------------------- | ----------------------- | ----------------- | ------------------------- |
| Collegio plurinominale |                                     |                                   |                         |                   |                           |
| Sardegna - 01          | - Salvatore Deidda - Francesco Mura | - Susanna Cherchi - Emiliano Fenu | - Silvio Lai            | - Pietro Pittalis | - Francesca Ghirra        |

1. ↑  Dimissionario in data 22.07.2025 (incompatibile con la carica di sindaco di Nuoro); lo stesso giorno subentra Mario Perantoni.